# August Korreng
August Alexander Karl Korreng (* 1. Mai 1878 in Trier; † 7. Juni 1945 in Plettenberg) war ein deutscher SS-Brigadeführer sowie von 1941 bis 1945 Polizeipräsident von Düsseldorf.

## Leben
August Korreng war der Sohn des Fuß-Gendarms und späteren Verwalters Gustav Adolf Korreng (* 28. Juni 1838 in Groß-Osnig; † 2. Dezember 1918 in Trier) und dessen Ehefrau Sophie Friederike Marie, geborene Selbmann (* 22. November 1848 in Brandenburg; † 26. April 1924 in Trier).
Er besuchte die Bürgerschule in Trier, war anschließend Volontär in der Maschinenfabrik L. Frère und absolvierte an einer Fachschule eine Ausbildung für die technische Maschinenlaufbahn. Vom 15. Oktober 1896 bis 10. April 1900 leistete Korreng seinen Militärdienst im 7. Rheinischen Infanterie-Regiment Nr. 69; er wurde als Leutnant zur Reserve entlassen.
Im April 1907 trat Korreng in den Polizeidienst ein, 1912 wurde er zum Polizeikommissar, 1920 zum Polizeiinspektor befördert. Er nahm am Ersten Weltkrieg teil, zunächst als Zugführer bei der Landwehr und später als Kompanieführer im Königin Elisabeth Garde-Grenadier-Regiment Nr. 3. Infolge einer Erkrankung war er ab Ende 1915 nicht mehr feldverwendungsfähig. Anschließend wurde er Leiter der Geheimpolizei im besetzten Brüssel. Bis Kriegsende hatte Korreng verschiedene Verwendungen in der Spionageabwehr beim Armeeoberkommando 6, beim Armeeoberkommando 18 sowie auf dem besetzten Gebiet der Krim. Nach Kriegsende wurde er als Oberleutnant am 31. Dezember 1918 aus dem Militärdienst entlassen und kehrte zur Polizei zurück.
Korreng trat zum 1. Februar 1931 in die NSDAP (Mitgliedsnummer 449.807) und am 21. November 1931 als Untersturmführer in die SS ein (SS-Nummer 29.625). Nach dem Tode des SS-Obergruppenführers und Düsseldorfer Polizeipräsidenten Fritz Weitzel am 19. Juni 1940 wurde er zunächst kommissarischer Polizeipräsident. Am 12. Februar 1941 bestätigte ihn der Reichsführer SS und Chef der deutschen Polizei, Heinrich Himmler, in diesem Amt. Am 15. März 1941 wurde Korreng zum SS-Oberführer, am 9. November 1942 zum SS-Brigadeführer mit der Berechtigung zum Tragen der Uniform eines Generalmajors der Polizei ernannt.
An seinem vorletzten Diensttag, dem 16. April 1945, setzte ihn eine Widerstandsgruppe um die Düsseldorfer Bürger Aloys Odenthal und Karl August Wiedenhofen sowie den Oberstleutnant der Schutzpolizei Franz Jürgens fest und arrestierte ihn im Polizeipräsidium, um die Aktion Rheinland durchführen zu können. Korreng wurde allerdings durch Angehörige der Wehrmacht und den NSDAP-Gauleiter Friedrich Karl Florian befreit und konnte aus der Stadt entkommen. Am 17. April wurde Düsseldorf von US-Einheiten besetzt.
Korreng starb am 7. Juni 1945 durch Suizid.

## Auszeichnungen
- Eisernes Kreuz (1914) II. und I. Klasse
- Luftschutz-Ehrenzeichen I. Stufe am 18. Mai 1944
- Ritterkreuz des Kriegsverdienstkreuzes mit Schwertern am 26. März 1945